# 韦科·洛米
韦科·洛米（芬蘭語：Veikko Lommi，1917年11月7日—1989年6月20日），芬兰男子赛艇运动员。他曾代表芬兰参加1948年和1952年夏季奥林匹克运动会赛艇比赛，其中1952年奥运会获得一枚铜牌。